# Денніс Вольф
Денніс Вольф (нім. Dennis Wolf) — професійний культурист. Прізвище іноді неправильно пишеться як Вульф. Народився в м. Токмак, Киргизької РСР. Батько — росіянин, народився в Казахстані, мати — росіянка німкеня. До 9 років жив у Семипалатинську після чого сім'я переїхала в Кемеровську область. У 12-річному віці переїхав до Німеччини. З 2012 року живе в Лас-Вегасі. Одружений з 1997 року, дружина Катерина, є падчерка Сабріна. Денніс вільно говорить російською. У Росії його часто називають Денис Волков. 

## Антропометрія
- Зріст 180 см
- Змагальний вага 122 кг
- Вага в міжсезоння 135 кг
- Біцепс 58 см
- Стегно 84 см
- Грудна клітка 162 см
- Гомілка 53 см
- Талія 72 см

## Історія виступів
- Арнольд Класік 2014 - 1
- Арнольд Класік Європа 2013 - 3
- Містер Олімпія 2013 - 3
- Прага Про 2012 - 1
- Арнольд Класік Європа 2012 - 2
- Містер Олімпія 2012 - 6
- Арнольд Класік 2012 - 2
- Шеру Класік 2011 - 5
- Містер Олімпія 2011 - 5
- Гран При Австралія 2011 - 1
- Арнольд Класік 2011 - 2
- Арнольд Класік 2011 - 1 в категорії Найкраще позування
- Флекс Про 2011 - 4
- Містер Олімпія 2010 - 5
- Нью-Йорк Про 2010 - 3
- Містер Олімпія 2009 - 16
- Містер Олімпія 2008 - 4
- Містер Олімпія 2007 - 5
- Кейстоун Про 2007 - 1
- Нью-Йорк Про 2007 - 3
- Містер Олімпія 2006 - 16
- Санта-Сусанна Про 2006 - 3
- Торонто / Монреаль Про 2006 - 5
- Європа Супершоу 2006 - 7
- Чемпіонат Світу аматорський 2005 - 1
- Чемпіонат Світу аматорський 2005 - 1 в категорії Важкий вага

## Деніс Вольф зараз
Зараз Денис Вольф живе в США в Лас-Вегасі разом з дружиною, виховує  дочку. Пише книги, налагодив випуск власної лінії спортивного харчування та спортивного одягу, тренує молодих бодібілдерів і готує їх до виступу на професійних турнірах. 

## Зв’язки з Російською Федерацією
14 серпня 2023 року Денис Вольф, будучи амбасадором європейського бренду GASP, у своєму профілі Instagram зробив скандальну публікацію з анонсом свого семінару в Російській Федерації, яка з лютого 2022 року веде загарбницьку терористичну війну проти України та перебуває під санкціями Європейського Союзу і багатьох спортивних міжнародних організацій. У своєму відео-анонсі Денис Вольф згадав про те, що у нього в Краснодарі є свій представник, який відповідає за організацію семінару, що підтверджує тісні зв'язки атлета з Російською Федерацією. Цей факт викликав бурхливу реакцію фанатів, які розчарувалися в атлеті. Наразі ні Swedish Fitness Group, власник бренду GASP, ні сам Денис Вольф ніяк не прокоментували цю подію і її мотиви.